# Das (cratera)

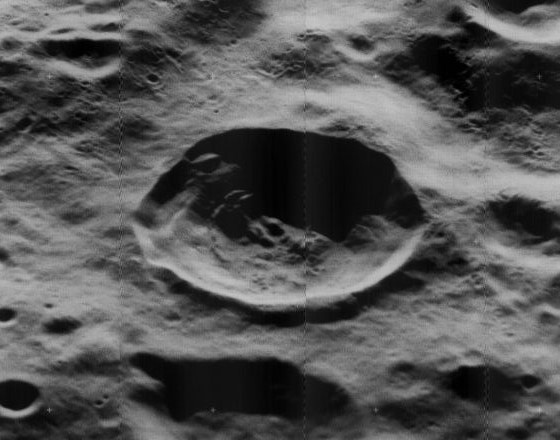
Imagem oblíqua da Orbiter Lunar 5

Das é uma cratera de impacto lunar no outro lado da Lua .  Está localizado a noroeste da planície murada de Chebyshev .  Ao sudoeste de Das está a cratera irregular Mariotte , e Von der Pahlen fica a leste-nordeste.  A cratera recebeu o nome de seu descobridor indiano Amil Kumar Das
Esta cratera tem uma borda afiada que não é sobreposta por nenhuma cratera de observação.  É aproximadamente circular em forma, com ligeiras protuberâncias para o oeste e noroeste.  As paredes internas caíram em direção ao piso interno irregular, deixando uma inclinação mais íngreme perto da borda.
Esta cratera está no centro de um sistema de raios fraco.  O ejecta de albedo superior é contínuo a uma distância de quase dois diâmetros de cratera, formando então raios finos particularmente a noroeste.  Esses raios podem se sobrepor a um segundo sistema para o leste-sudeste.
Devido a seus raios proeminentes, Das é mapeado como parte do Sistema Copernicano .

## Crateras satélites
Por convenção, essas características são identificadas nos mapas lunares colocando-se a letra ao lado do ponto médio da cratera mais próximo de Das.
| Das | Latitude | Longitude | Diâmetro |
| --- | -------- | --------- | -------- |
| G   | 26,9 ° S | 135,2 ° W | 32 km    |